# ابرسام شاپور
ابرسام شاپور (پارسی میانه: Abursām) یکی از نجیب‌زادگان ساسانی در سده سوم میلادی در زمان حکومت شاپور یکم و دریگبد (رئیس دربار) او بود. او نخستین کسی در تاریخ ساسانی است که با عنوان دریگبد یاد شده‌است.

## زندگی

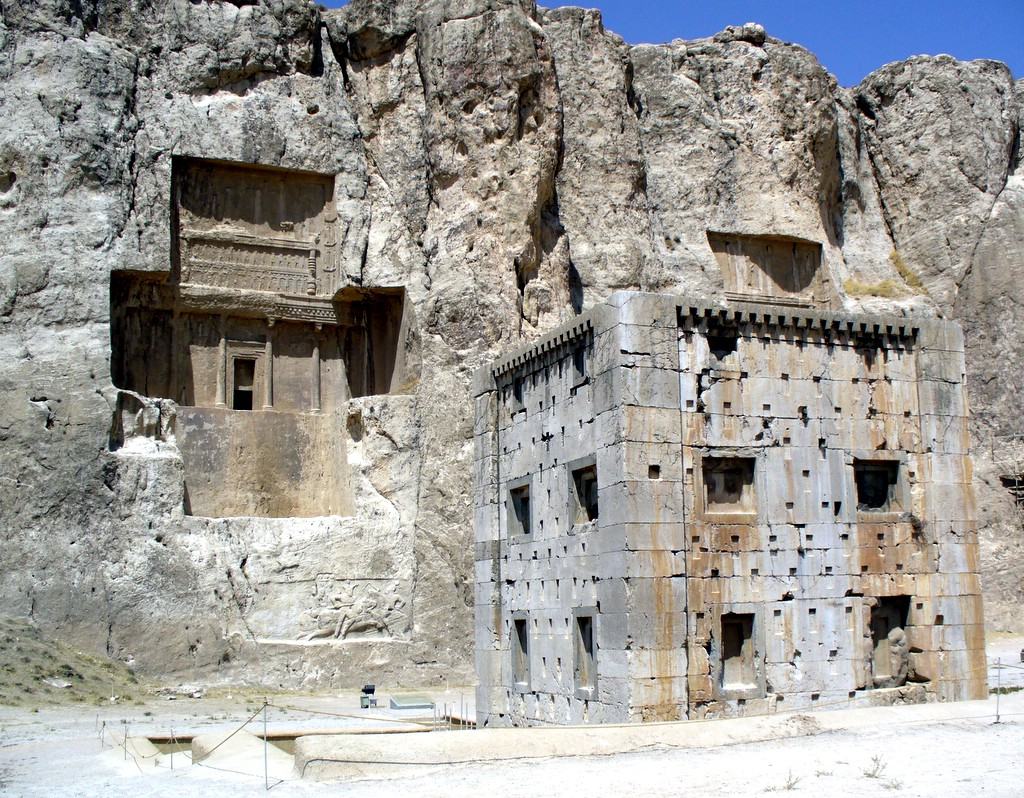
کعبه زرتشت، جایی که سنگ‌نوشته شاپور یکم حک شده‌است

از او در سنگ‌نوشته شاپور یکم بر کعبه زرتشت به عنوان ابرسام شاپور یاد شده‌است. او در این سنگ‌نوشته در میان ۶۷ نجیب‌زاده در رتبهٔ چهل‌ودو قرار دارد. نحوه ثبت نام او در میان سه نسخهٔ متن متفاوت است و منجر به تفسیرهای متفاوتی شده‌است. در متن پارسی میانه او به عنوان «ابرسامِ شاپور» و به عبارتی دیگر ابرسام پسر شاپور ظاهر می‌شود، در حالی که در نسخه‌های پارتی و یونانی از او به نام «ابرسام شاپور» یاد شده و شاپور بخشی از نام او است. حتی در نسخه یونانی او را «ابرسامشاپور» نامیده‌اند. از این نظر مشخص نیست که کدام نسخه صحیح است.
این متن همچنین به دریگبدی (ریاست دربار) او اشاره دارد، با این حال، با توجه به ساختار کلی متن، تعیین اینکه آیا این ابرسام یا (اگر آن‌ها دو نفر باشند) شاپور بود که این مسئولیت را بر عهده داشت، دشوار است. اگر بتوان استنباط کرد که پدر فرضی او، شاپور، دارای این سِمت بوده‌است، یافتن دلیل حضور نام ابرسام در فهرست بزرگان کشور دشوار است؛ اما اگر چنین باشد این وضعیت احتمالاً با موقعیت پدرش توجیه می‌شود.